# Vujadin Popović
Vujadin Popović (14 de marzo de 1957, Popovići, Bosnia y Herzegovina) es un exjefe de policía serbobosnio que participó en la Guerra de Bosnia. También fue teniente coronel y Jefe de Seguridad del Cuerpo Drina del Ejército de la República Srpska.
En 1995, estuvo presente y de turno en la zona de responsabilidad del Cuerpo Drina, el cual incluía las ciudades de Srebrenica, Potočari, Bratunac y Zvornik. El Tribunal Penal Internacional para la ex Yugoslavia acusó a Vujadin Popović por genocidio, conspiración para cometer genocidio, exterminio, asesinato, persecuciones, traslado forzoso, y deportación. Estos delitos presuntamente tuvieron lugar entre julio y noviembre de 1995.
El 26 de marzo de 2002, el TPIY emitió una acusación en su contra por su rol en la Masacre de Srebrenica. Se entregó y fue enviado a La Haya el 14 de abril de 2005. Cuatro días después,  apareció en la corte y se declaró "no culpable". El 10 de junio de 2010, la Sala de Primera Instancia dio un veredicto, que afirmaba que él estuvo presente junto con el Ejército serbobosnio en Potočari el 12 de julio y era consciente del gran número de personas de sexo masculino entre los miles de bosníacos reunidos en Potočari en aquel día. La Sala de Primera Instancia se mostró satisfecha más allá de toda duda razonable que Popović estaba plenamente comprometido en la organización de la operación de asesinato que se llevó a cabo en la ciudad de Zvornik. La Corte encontró que Popović era un miembro de la Empresa Criminal Conjunta (JCE) para asesinar a gran parte de la población bosnia-musulmana en Srebrenica, y que participó en la JCE en intentos de persecuciones. Fue declarado culpable de genocidio, exterminio, asesinato y persecución y sentenciados a prisión perpetua.
El 8 de septiembre de 2010, la defensa y los acusados archivaron sus notas de apelación. La Corte de Apelaciones concedió la petición de defensa para variar el orden de los argumentos en la nota de apelación. El 30 de enero de 2015 fue sentenciado a prisión perpetua.